# Bol (Kroatië)
Bol (Italiaans: Vallo della Brazza) is een gemeente op het Dalmatische (Kroatië) eiland Brač, gelegen aan de Adriatische Zee. Bol is de oudste stad op het eiland Brač en in de zomermaanden een geliefd oord voor de Kroatische welgestelden.

## Ligging
De stad ligt aan de zuidkant van het eiland en is tevens bekend om zijn stranden, onder andere het Zlatni Rat ("Gouden Hoorn") kiezelstrand en dankt zijn naam aan de vorm en ligging en hoort thuis bij de mooiste stranden van de Adriatische kust. Dit lange strand ligt aan de zuidwestkust van het eiland, een uitstekende landtong, welke van vorm verandert door de getijden en mede door dit strand is het voor de binnenlandse beau monde een geliefd oord. Windsurfen is hier populair, tevens bij dit strand vanwege de prima windomstandigheden en hier worden ook regelmatig internationale wedstrijden gehouden voor professionals. De berg Bolska Kruna (660 m) ligt bij de plaats Bol en heeft nog de Illyrische overblijfselen van Kostilo. De berg Vidova gora in de buurt is de hoogste van alle Adriatische eilanden. De stad Bol ligt op 15 km verwijderd van de internationale luchthaven Brač.

## Aanzicht
De stad Bol kent nog een klassieke mediterrane uitstraling, smalle straatjes en rustieke omgeving. De haven van Bol doet schilderachtig aan met daaromheen een paleis, kasteel, kerk en een dominicaans klooster. Op het culturele klassieke gebied heeft Bol ook veel te bieden onder andere uit de Romeinse tijd en vroegchristelijke sarcofagen met klassieke kruizen. Meer cultureel erfgoed:
- preromaanse Sint-Jan-en-Theodoruskapel (11e eeuw)
- bisschoppelijk paleis (12e eeuw)
- Onze-Lieve-Vrouw-van-Genadekerk (15e eeuw)

## Hotels
Er zijn tientallen hotels in Bol, variërend van eenvoudig tot luxe, voor overnachting kan men ook op meerdere plaatsen terecht bij de lokale bevolking voor een kamer.

## Sport
Er zijn vele sportmogelijkheden in en rondom Bol, onder andere een groot tenniscomplex met 1820 zitplaatsen. Hier worden professionele tenniswedstrijden gehouden zoals de Jadranska Rivijera (Adriatische Rivièra) en het Croatian Bol Ladies Open, het bekendste. Ook andere sporten zijn hier op Bol te beoefenen namelijk: voetbal, volleybal, basketbal, mountainbiken, wandelen, windsurfen, duiken, zwemmen en de klimsport.

Steden (gradovi): Split · Hvar · Imotski · Kaštela · Komiža · Makarska · Omiš · Sinj · Solin · Stari Grad · Supetar · Trilj · Trogir · Vis · Vrgorac · Vrlika

Gemeenten (općine): Baška Voda · Bol · Brela · Cista Provo · Dicmo · Dugi Rat · Dugopolje · Gradac · Hrvace · Jelsa · Klis · Lećevica · Lokvičići · Lovreć · Marina · Milna · Muć · Nerežišća · Okrug · Otok · Podbablje · Podgora · Podstrana · Postira · Prgomet · Primorski Dolac · Proložac · Pučišća · Runovići · Seget · Selca · Sućuraj · Sutivan · Šestanovac · Šolta · Tučepi · Zadvarje · Zagvozd · Zmijavci